# Catherine Skinner
Catherine Skinner, född 11 februari 1990 i Mansfield, Victoria, är en australisk sportskytt.
Skinner blev olympisk guldmedaljör i trap vid sommarspelen 2016 i Rio de Janeiro.